# Baucau
Baucau ist die Hauptstadt der Gemeinde Baucau in Osttimor.

## Ortsname
1936 wurde Baucau von den Portugiesen, nach dem Diktator des Estado Novo António de Oliveira Salazar, in Vila Salazar umbenannt. Doch der Name setzte sich nicht durch und einige Jahre nach dem Zweiten Weltkrieg kehrte man zum alten Namen zurück.

## Geographie

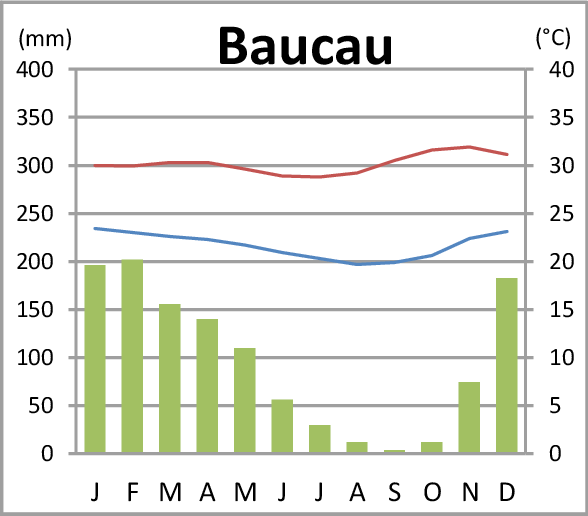
Klimadiagramm

Baucau liegt an der Nordküste des Landes, 123 km östlich der Hauptstadt Dili im Verwaltungsamt Baucau. Die Altstadt Baucaus (Vila Antuga) liegt im Suco Bahu, im Nordwesten der Stadt. Das Zentrum der Neustadt (Vila Nova) liegt im Suco Tirilolo und deren Süden im Suco Buibau. Die Außenbezirke im Nordosten gehören zu den Sucos Buruma und Caibada. Sie sind aber nicht als „urban“ klassifiziert.
Baucau zeichnet sich durch eine starke Hanglage aus. Vom Zentrum der Altstadt auf 336 m über dem Meer, wo Markt und Kathedrale stehen, muss man eine halbe Stunde der Straße hinab folgen, bis man den Strand erreicht. Während im oberen Bereich, in der Neustadt feste Betongebäude stehen, befinden sich unterhalb des Zentrums der Altstadt fast nur noch Hütten aus Holz, Lehm und Stroh. Durch die gepflegten Gärten mit vielen Büschen, die farbenfrohe Blüten tragen und den Palmen und anderen Bäumen, die den Weg zum Strand fast zu einem Wald machen, erscheint diese Hüttenstadt aber nicht ärmlich.
Baucau ist bei der Trinkwasserversorgung nahezu vollständig vom Grundwasser abhängig. Es gibt keine ganzjährig wasserführende Flüsse. Da dieses nicht sehr tief im Untergrund liegt, wird es durch Verschmutzung bedroht.

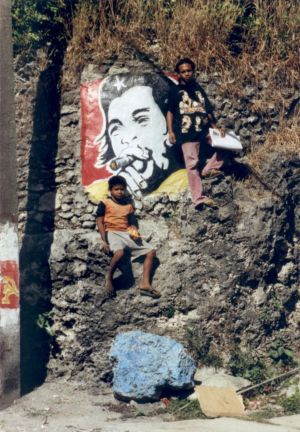
Wandbild in der Altstadt
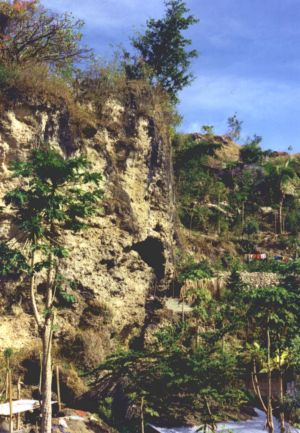
Uma Lima, im oberen Bereich der Altstadt
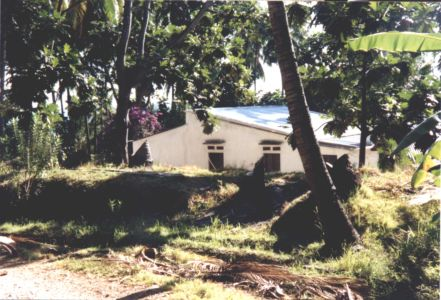
Haus am Strand
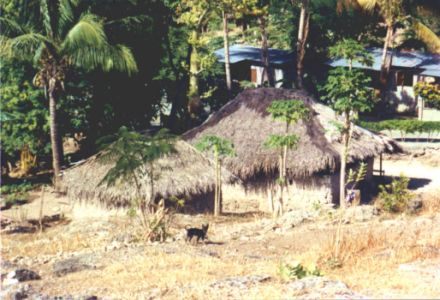
Hütte im unteren Teil Baucaus
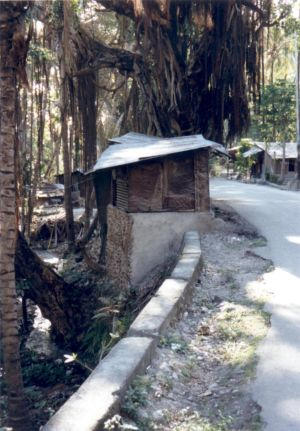
Straße vom Zentrum runter zum Strand
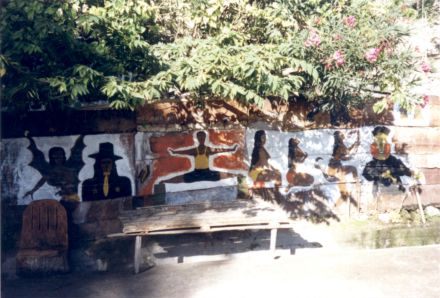
Animistisches Wandbild
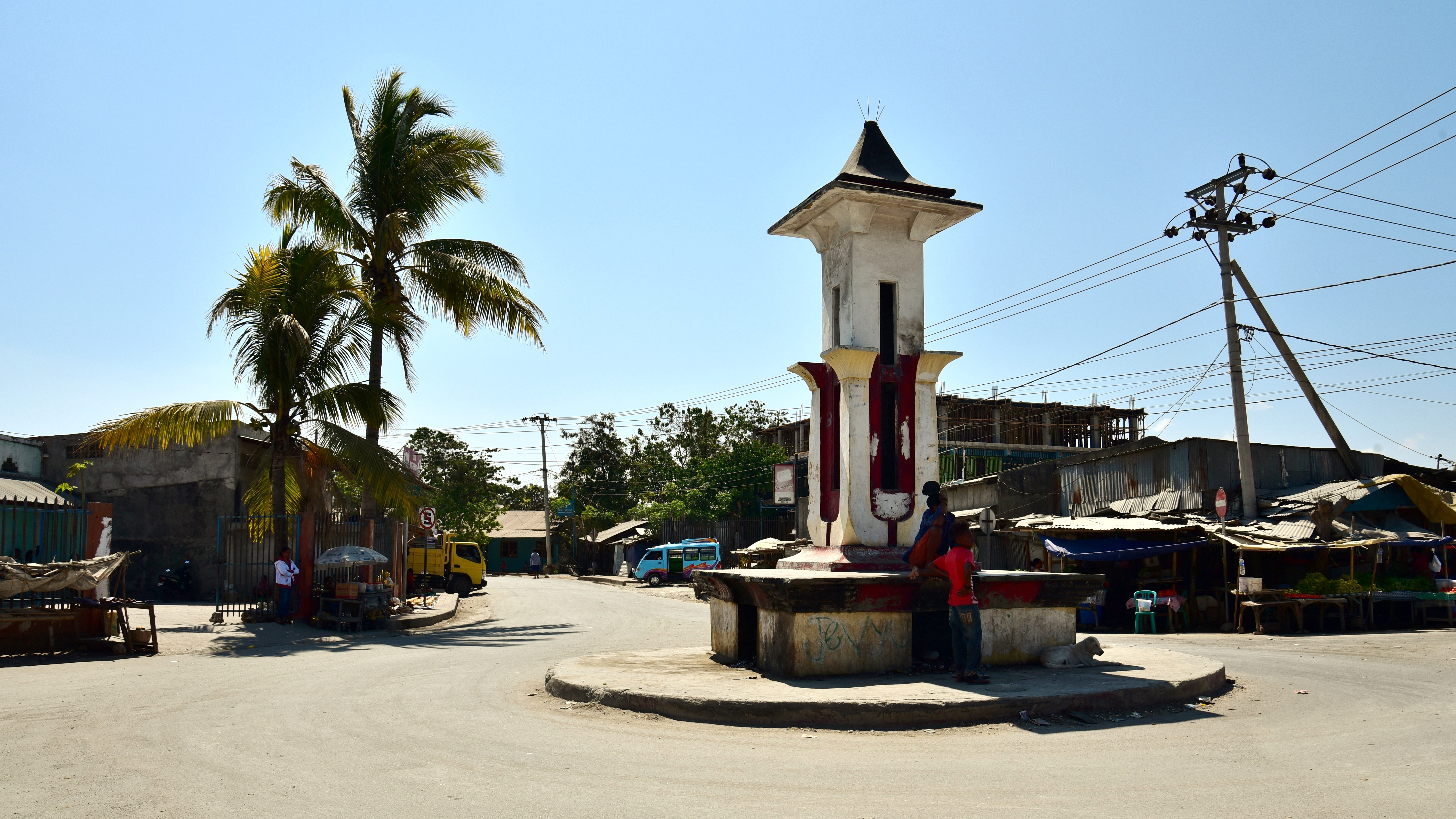
Kreisverkehr in der Neustadt
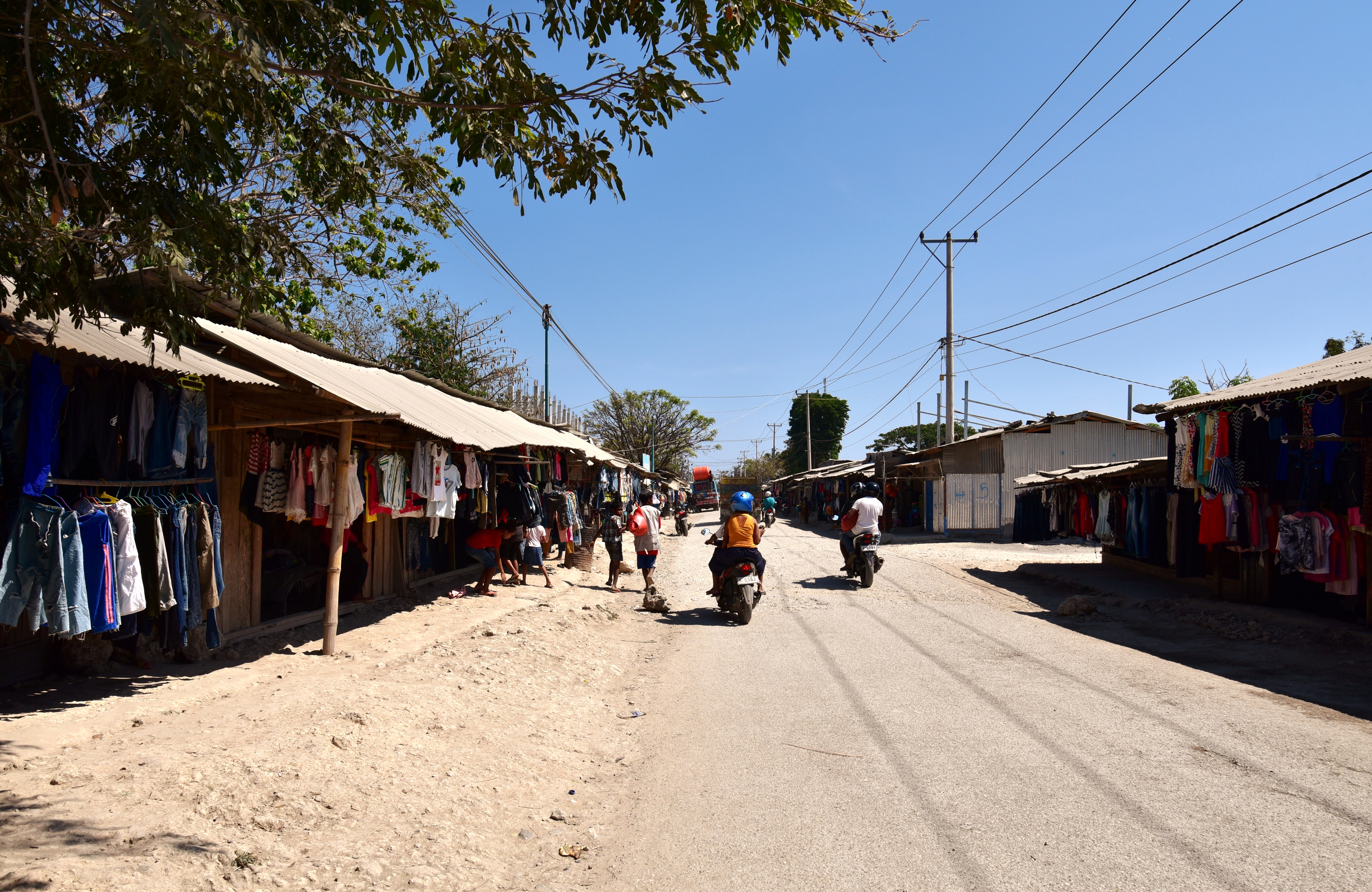
Straße vom Busterminal zum Zentrum der Neustadt

## Einwohner
Baucau ist die zweitgrößte Stadt Osttimors mit 19.118 Einwohnern (2022). 6.647 Menschen wohnen davon in Bahu, 2.269 in Buibau und 10.202 in Tirilolo.

## Geschichte

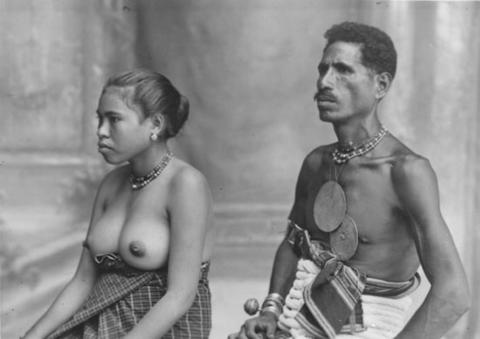
Waimaha aus Baucau (um 1940)

Nahe der Stadt Baucau fand man ein Tüllenbeil der Dong-Son-Kultur (etwa 800 v. Chr. bis 200 n. Chr.) aus dem Gebiet des heutigen Vietnams.
Baucau war 1859 der zweite Ort im Osten Timors, an dem die Portugiesen eine neue Siedlung gründeten. Es entwickelte sich zum kolonialen Verwaltungszentrum der Region.
1912 brach in Baucau ein Aufstand gegen die portugiesischen Kolonialherren aus. Marinesoldaten des Kanonenbootes Pátria unter Leutnant Jaime do Inso mussten zwischen dem 29. Juni und 25. Juli den Ort gegen die Aufständischen verteidigen. Der Aufstand wurde aber schnell niedergeschlagen. Dabei sollen 2.000 Menschen ums Leben gekommen sein.

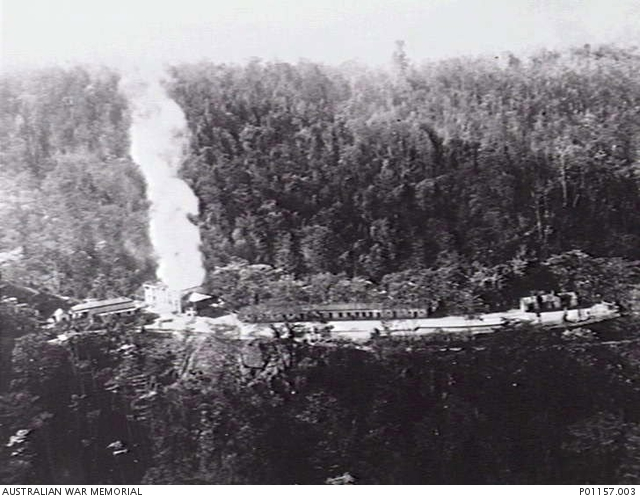
23. November 1944: Noch zwei Tage nach einem Luftangriff brennt es in Baucau

Im Zweiten Weltkrieg wurden während der Schlacht um Timor (1942–1949) Teile Baucaus zerstört, darunter das Gebäude des Stadtmarktes und die alte römisch-katholische Kirche.

Baucau nach dem Zweiten Weltkrieg
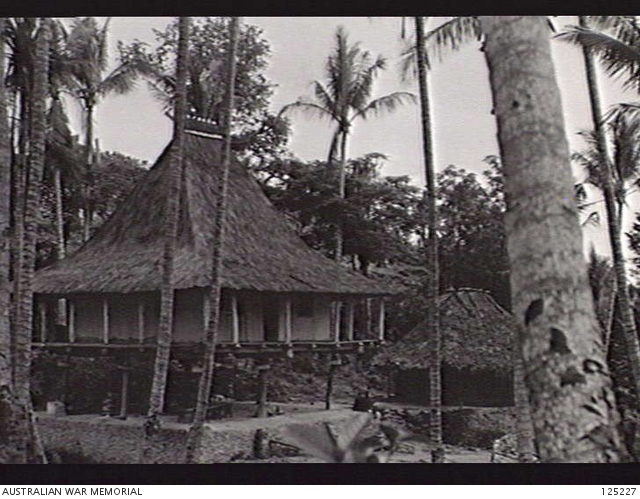
Traditionelles Haus in Baucau (1946)
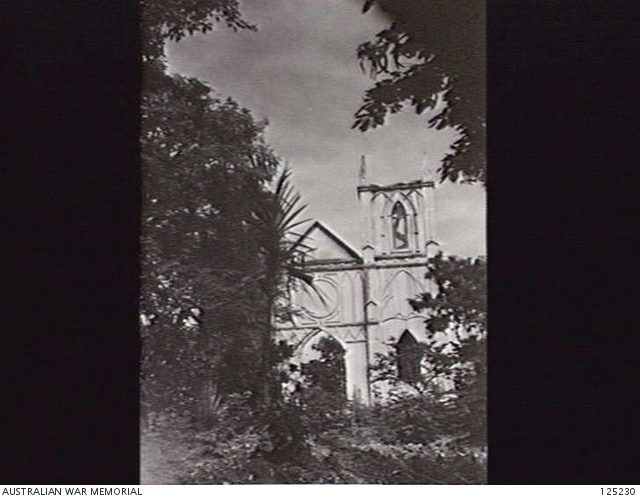
Die Ruine der ehemaligen Kirche von Baucau (1946)
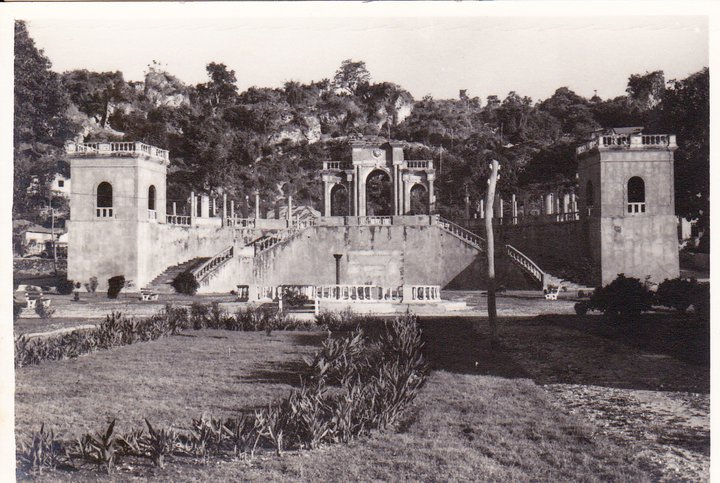
Die Ruine des Marktes (1970)

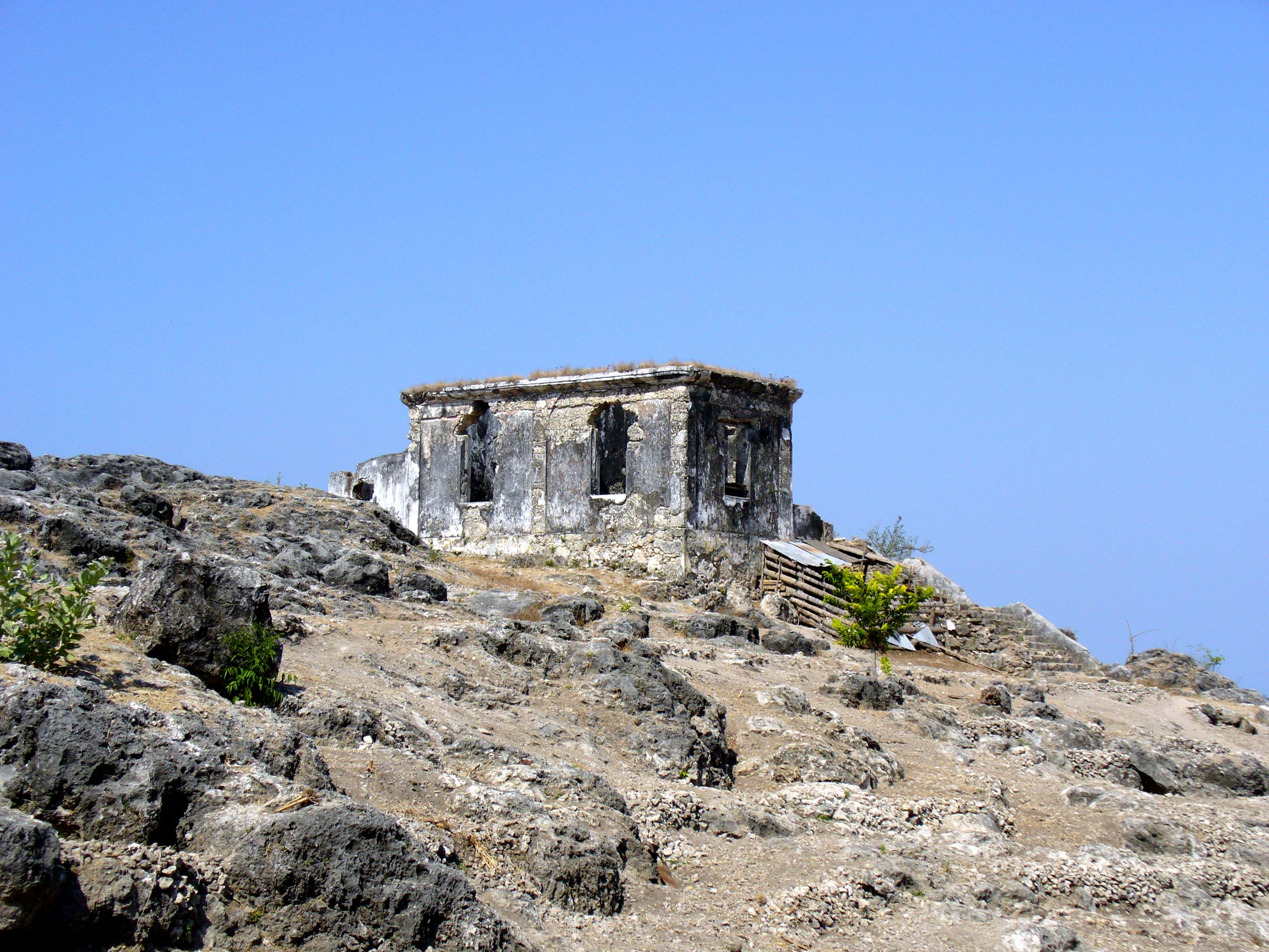
Ruine eines kolonialen Gebäudes in Baucau

Während des Putschversuchs der UDT im August 1975 führte sie zwei Haftzentren im Verwaltapoungsamt Baucau. Eines befand sich in der heutigen Pousada de Baucau in Baucau, das zweite in Descascadeira, einer Reismühle in Bahu. Meistens wurden die Gefangenen erst einige Tage in der Pousada gehalten, wo sie von lokalen UDT-Führern verhört wurden. Dann wurden sie zur Descascadeira gebracht. Insgesamt sind 30 FRETILIN-Kämpfer hier gefangen gehalten worden. Sie berichteten von Misshandlungen und Folter. So wurden sie mit Peitschen geschlagen, getreten und verprügelt. Nach dem Sieg der FRETILIN wurden nun an beiden Orten UDT- und APODETI-Anhänger gefangen gehalten. Auch sie berichten von Schlägen.
Am 9. Dezember 1975 besetzten die Indonesier Baucau. Dem Bombardement aus der Luft und von der See aus folgten indonesische Fallschirmspringer. Mehrere Stunden leisteten die Kämpfer der FALINTIL Widerstand, bis sie sich in das Hinterland zurückzogen. Zwischen 1975 und 1980 kam es zu schweren Menschenrechtsverletzungen, wie Verhaftungen und Folter. In der Stadt gab es sechs Haftzentren, darunter wieder die Pousada de Baucau (in dieser Zeit Flamboyan Hotel). Außerdem wurden Ende 1979 zwangsumgesiedelte Osttimoresen in der Altstadt interniert.
Am 29. Mai 1997 fanden Wahlen statt, bei denen Vertreter Osttimors für das indonesische Parlament gewählt werden sollten. Im Umfeld kam es landesweit zu mehreren Attacken auf die indonesische Besatzungsmacht und ihre Unterstützer. In Baucau wurden am 28. Mai der ehemalige Chef des Distriktsparlaments, Miguel Baptismo da Silva (1987–1992), und seine Frau ermordet.
Im November 2002 gab es Tote bei Ausschreitungen in Baucau. Auch 2010 kam es zu Kämpfen zwischen Jugendbanden nahe dem Straßenmarkt.

## Religion
Baucau ist der zweitälteste Bischofssitz Osttimors. Das Bistum Baucau wurde 1996 gegründet. An der Front der Kathedrale Santo António befinden sich zwei portugiesische, weiß-blaue Fliesenbilder, so genannte Azulejos. In Baucau Vila Nova befinden sich die Al Amal-Moschee und die zweite Pfarrkirche der Stadt, Sagrada Coração de Jesus.
Bunte Wandmalereien, zum Beispiel mit Motiven, die an animistische Riten erinnern, verzieren den Ort. Nahe dem Straßenmarkt befindet sich eine Höhle mit der Quelle von Wai Lia (Wailia). Ursprünglich ein heiliger Ort des alten, animistischen Glaubens, wurde 2010 hier eine Madonnenstatue aufgestellt, so dass nun beide Religionen hier praktiziert werden.

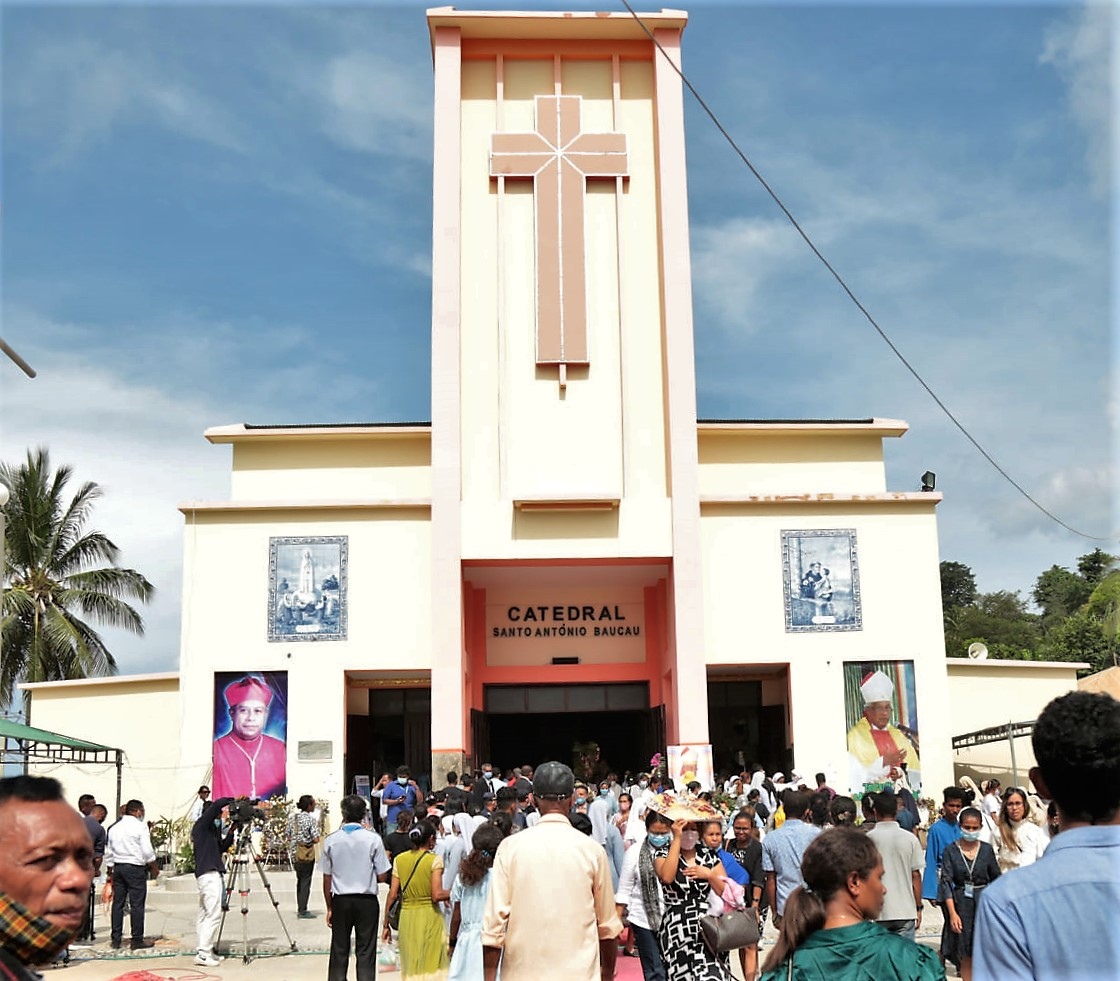
Kathedrale Santo António
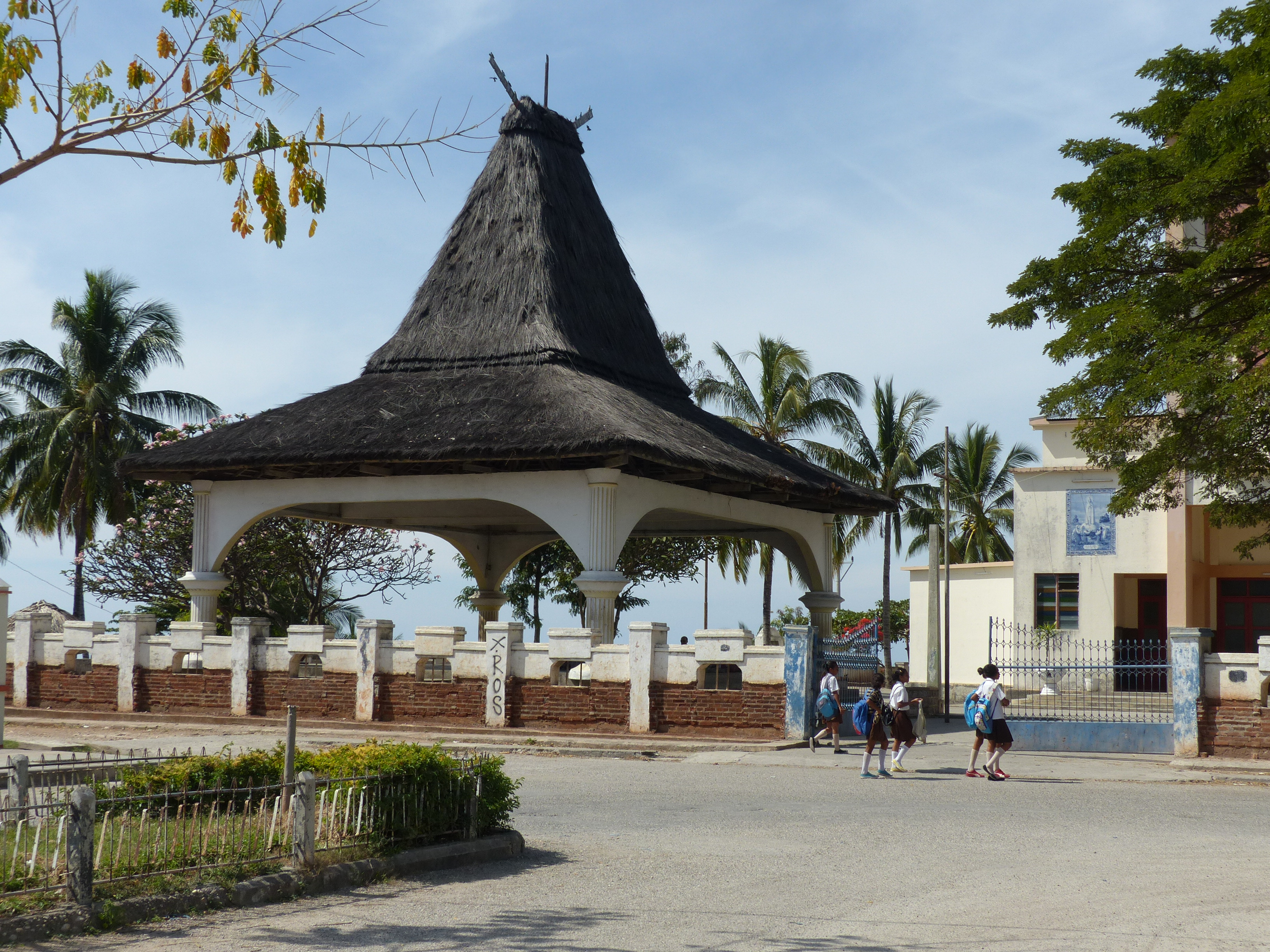
Vorplatz der Kathedrale
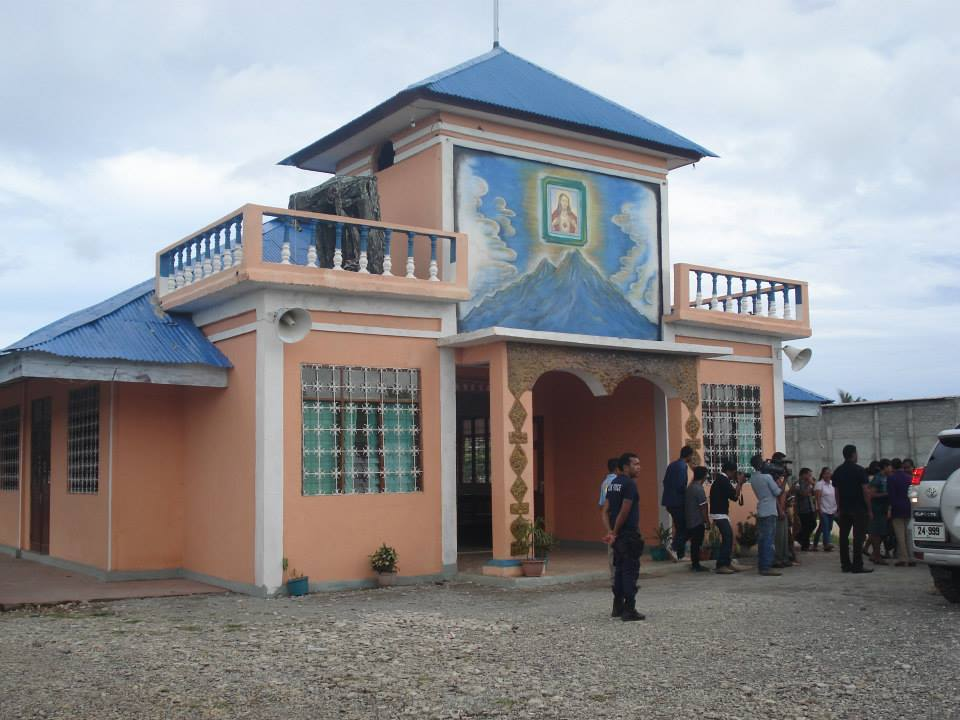
Sagrada Coração de Jesus
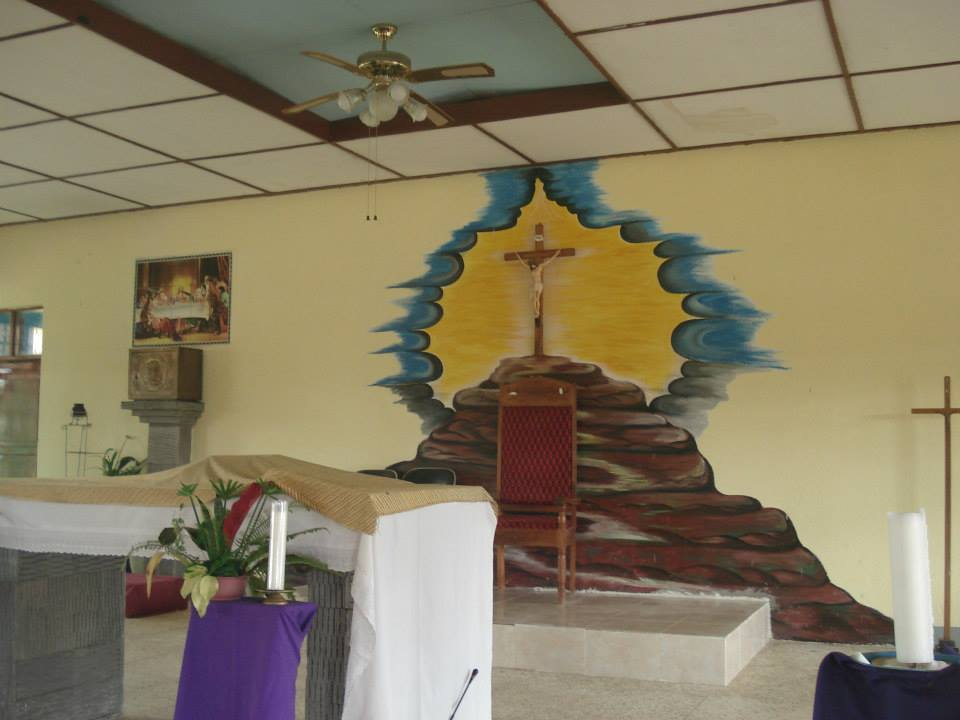
Sagrada Coração de Jesus

## Weitere Gebäude und Einrichtungen

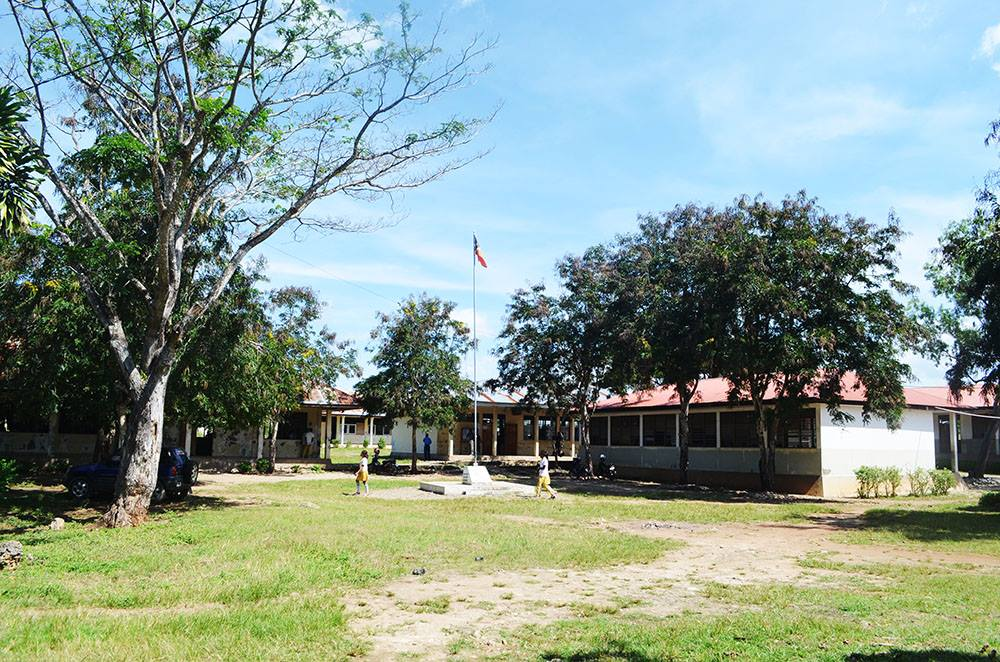
Schule Nr. 2 in der Neustadt

Wie in anderen Teilen Osttimors wurden auch in Baucau weite Teile der Infrastruktur in der indonesischen Operation Donner nach dem Unabhängigkeitsreferendum 1999 zerstört. Trotzdem blieben einige alte Gebäude aus der Kolonialzeit erhalten, so die Sekundarschule St. Antonius in Teolale, das alte Marktgebäude und die Herberge Pousada de Baucau, ein rosafarbenes Gebäude, dessen Restaurant einen Blick aufs Meer bietet. Das Marktgebäude wurde ursprünglich 1932 unter Verwalter Armando Eduardo Pinto Correia erbaut worden und dient seit 2014 als Kongresszentrum. Im Zweiten Weltkrieg wurde es teilweise zerstört und erst nach 1970 wieder aufgebaut. Während der indonesischen Operation Donner 1999 wurde das Gebäude erneut verwüstet und unbenutzbar. 2014 hat das Staatssekretariat für Kultur aus ihm ein regionales Kulturzentrum gemacht. Es enthält eine kleine Bücherei mit Internetanschluss und verschiedene Ausstellungen. Der zentrale Bereich wird für Vorführungen, Konferenzen und Ausstellungen genutzt. Auch der kleine Park vor dem Gebäude wurde wiederhergestellt. Das öffentliche Freibad aus kolonialer Zeit (Piscina de Baucau), das zur Pousada de Baucau gehört, ist wieder in Betrieb. Der große Brunnen im Zentrum der Altstadt wird zum Wäschewaschen und von den Kindern zum Baden genutzt.
Das örtliche Krankenhaus heißt Regional Hospital Eduardo Ximenes.
Das Instituto Católico para Formação de Professores (ICFP) ist eine staatlich anerkannte Hochschule in Baucau. Die Universidade de Díli (UNDIL) und das East Timor Institute of Business (IOB) betreiben in Baucau Parallelklassen.
Der Flughafen Baucau liegt sechs Kilometer westlich der Stadt, an der Westgrenze des Sucos Bahu.

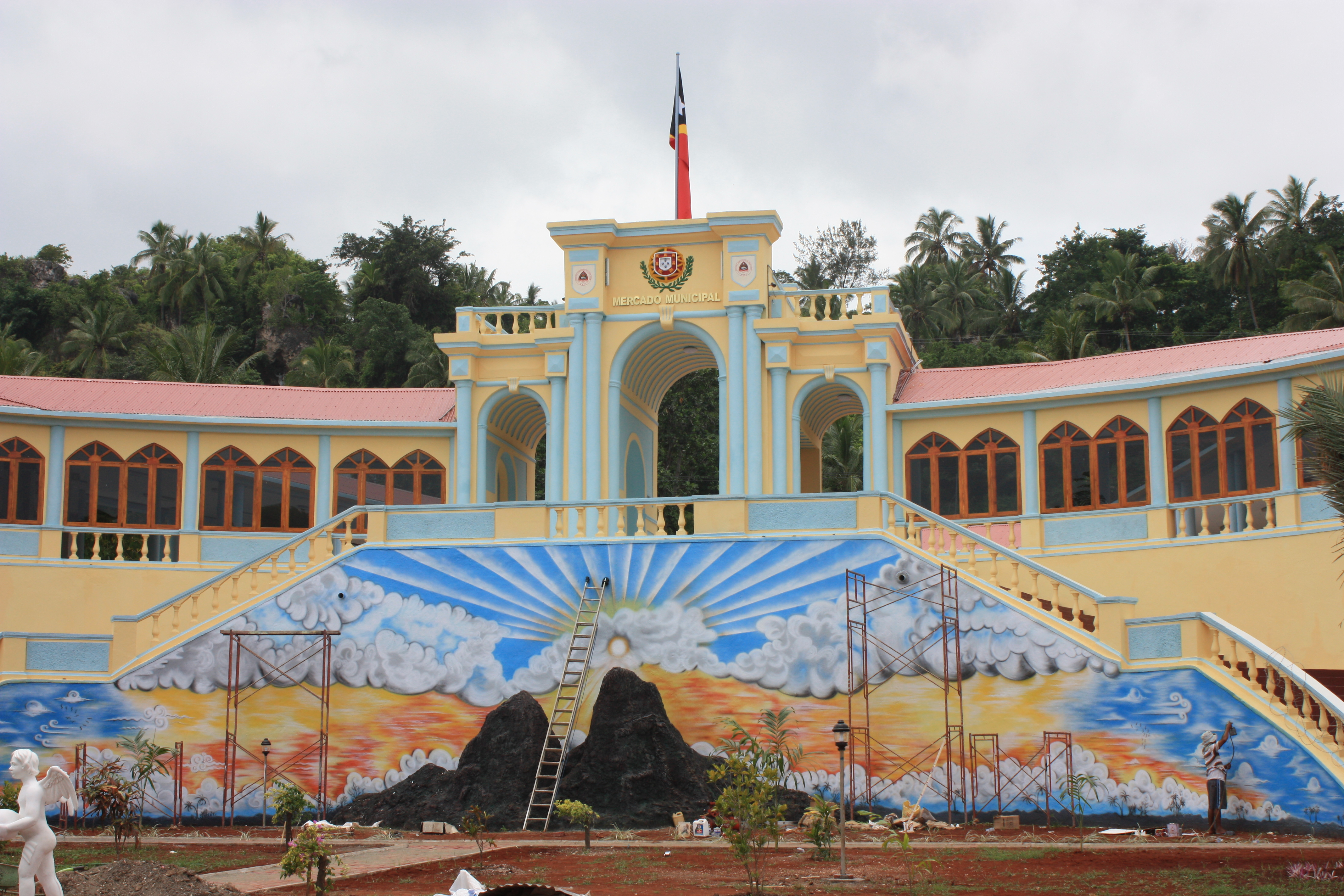
Marktgebäude von 1932 (2014)
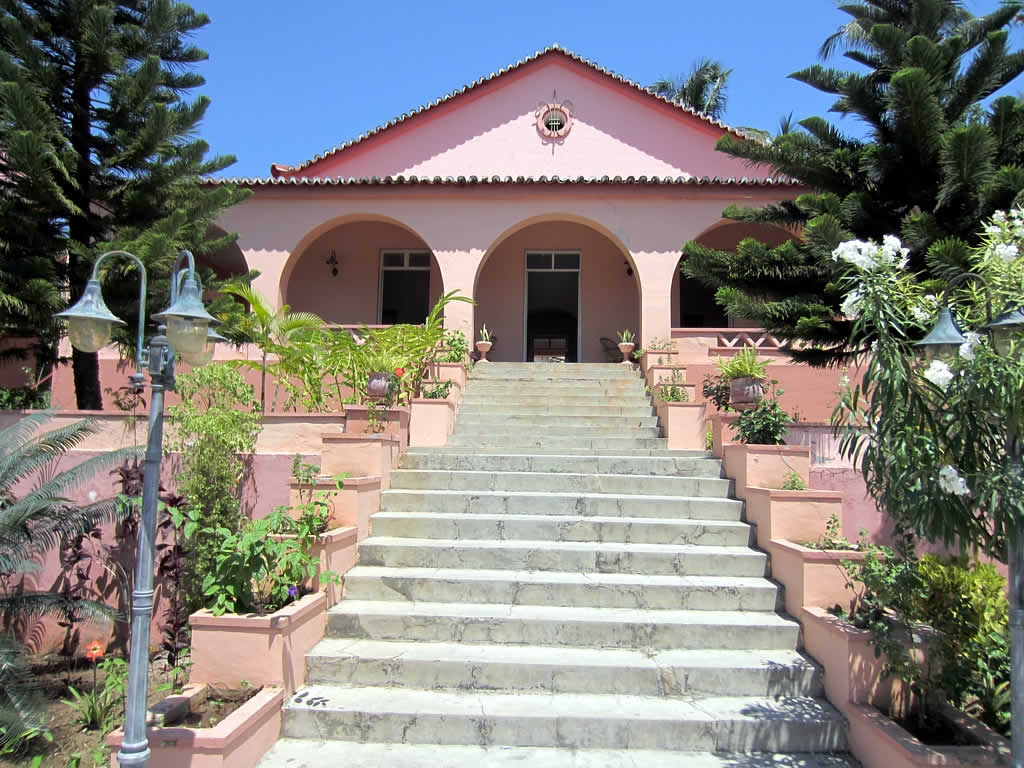
Pousada de Baucau
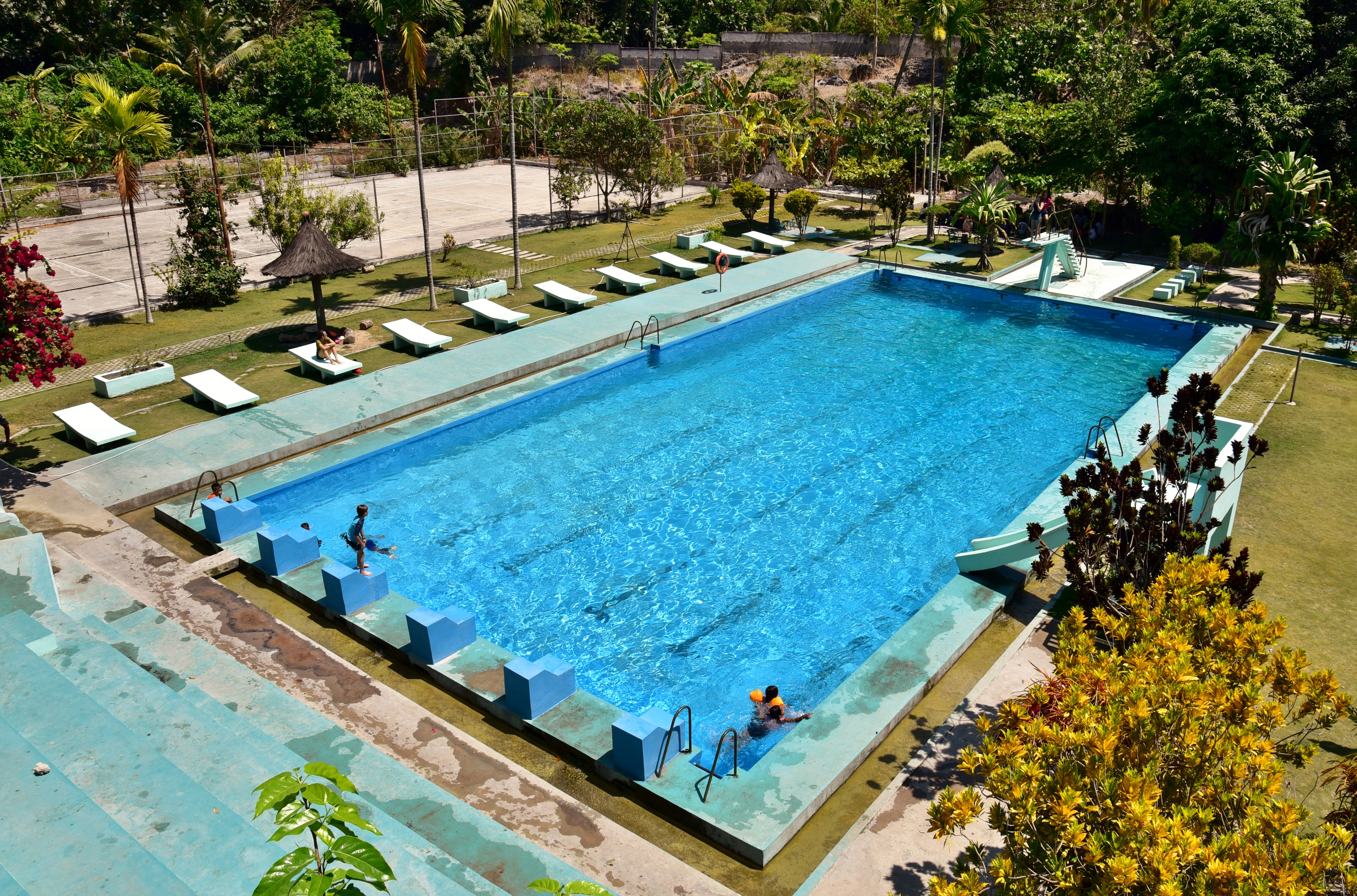
Schwimmbad von Baucau
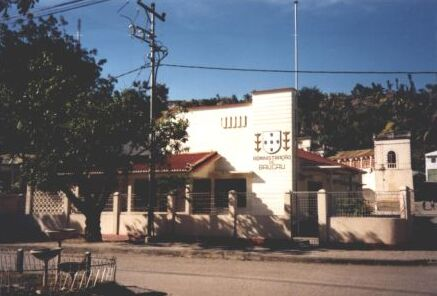
Sitz des Verwaltungsamtes Baucau
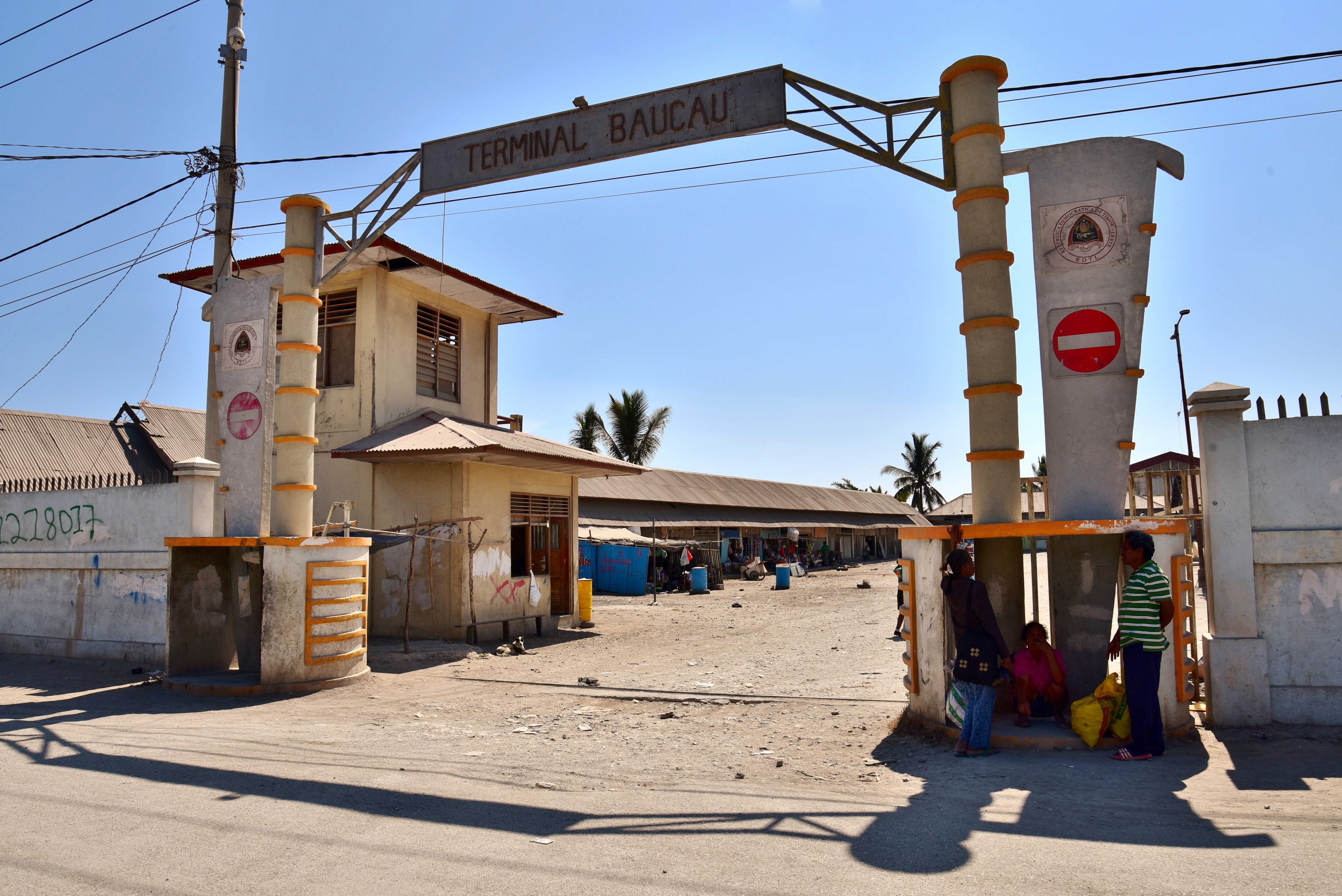
Busterminal von Baucau
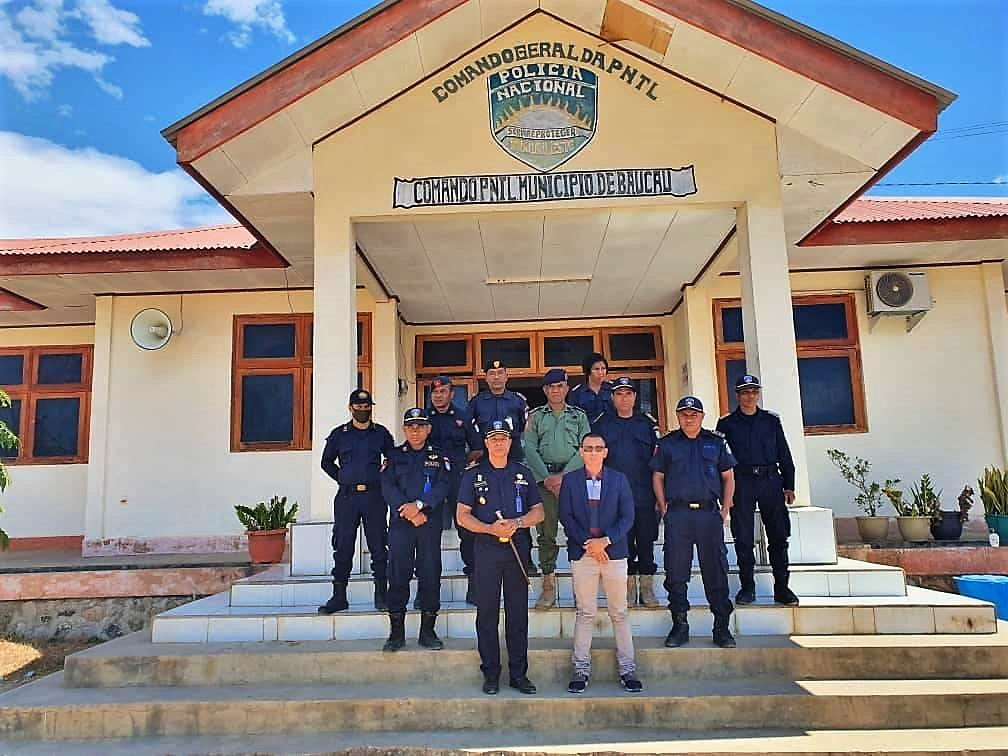
Generalkommando der Polizei

## Sport
1985 wurde der Fußballclub FC Zebra in Baucau gegründet. Die Liga Futebol Amadora Primeira Divisão 2017 findet unter anderem im Estadio Municipal de Baucau statt.

## Persönlichkeiten
- Maria Maia dos Reis e Costa (* 1958), Pädagogin und Politikerin
- Martinho Gusmão (* 1968), Geistlicher
- Emílio da Silva (* 1982), Fußballspieler
- Mariana Dias Ximenes (* 1983), Marathonläuferin
- Ade Trindade (* 1995), Fußballspieler
- José Agostinho da Costa Belo, Hochschullehrer und Präsident der osttimoresischen Wahlkommission

## Sonstiges
Nach der Stadt ist der Marskrater Baucau benannt.